# Accidente ferroviario de Pelequén de 1987
El accidente ferroviario de Pelequén fue un siniestro ocurrido en Chile el 8 de marzo de 1987 frente a la estación del mencionado pueblo, en la comuna de Malloa, Región de O'Higgins. Un tren de carga SX202-A acoplado a 25 vagones y remolcado por una locomotora E-3221, proveniente desde la ciudad de Osorno con destino a Santiago, chocó por atrás al automotor AEZ-1030 (con una formación total de cinco coches) que viajaba desde Temuco hacia la Estación Alameda en Santiago transportando alrededor de 200 personas. El accidente —ocurrido un año después de la tragedia de Queronque— dejó doce muertos y 50 heridos de diversa consideración.

## Incidentes
El accidente se produjo a las 05:43 horas (UTC-03:00) frente a la estación de Pelequén (en esos años clausurada), cuando el automotor AEZ-1030 —conocido como «El Rápido de la Frontera»— que había salido desde la estación Temuco a las 20:00 h del sábado 7 de marzo con destino a la Estación Alameda en Santiago, se encontraba detenido con luz roja a la espera del paso de otro tren que venia en dirección contraria. Cuando en ese momento, el tren de carga SX202-A, que venia por la misma vía siendo remolcado por la locomotora E-3221, impactó los dos últimos vagones del Rápido de la Frontera, matando instantáneamente a algunos pasajeros del último vagón que quedó montado arriba de la locomotora, quedando incrustada hasta la mitad del penúltimo (correspondiente al coche salón). El saldo final fue de doce muertos y 50 heridos de diversa consideración.

## Causas
El acceso desde el sur a la estación de Pelequén tiene una pequeña pendiente, aunado a que el maquinista del tren de carga no vio la luz roja que está a 600 metros antes de la llegada a la estación. Estos factores no le dieron la oportunidad de frenar la locomotora a tiempo, a pesar de las advertencias —haciendo sonar repetidamente el pito— que le hizo al Rápido de la Frontera y a que este último de tratara de reiniciar la marcha, a pesar del paso del otro convoy que venia en dirección contraria.

## Rescate
Los primeros en acudir al rescate fueron los lugareños cercanos a la estación, quienes se percataron del incidente cuando escucharon un sonido similar a una explosión. Debido a la magnitud del hecho y a los precarios instrumentos de rescate que poseían, el Cuerpo de Bomberos de Pelequén solicitó ayuda a los cuerpos de bomberos de Rancagua, San Fernando, Rengo y Santiago. Estos últimos contaban con equipos de rescate más avanzados y fueron quienes enviaron a los heridos de diversa consideración a los hospitales de Rancagua, de San Vicente de Tagua Tagua, Hospital Doctor Ricardo Valenzuela Sáez de Rengo, Hospital San Juan de Dios de San Fernando, Carlos Rojas Urquiza de Curicó y Posta Central de Santiago.